# Mesembryanthemum cordifolium
Mesembryanthemum cordifolium L.f. (in precedenza conosciuta come Aptenia Cordifolia) è una pianta succulenta appartenente alla famiglia delle Aizoacee. Il suo nome deriva dalla tipica forma a cuore delle foglie.

## Descrizione
È una pianta succulenta con portamento strisciante e sottili fusti prostrati, molto ramificati, che raggiungono al massimo dieci centimetri di altezza, ma possono essere lunghi sino a sessanta centimetri.
Le foglie, di colore verde brillante, sono lunghe pochi centimetri e hanno forma di cuore allungato. In primavera e in estate produce piccoli fiori di colore fucsia, a forma di margherita, ma esistono diverse specie ibride che hanno fiori di colori diversi (rossi la Mesembryanthemum 'Red Apple', oppure bianchi o gialli).

## Distribuzione e habitat
Originaria della Provincia del Capo Orientale, si è in seguito rapidamente diffusa come pianta ornamentale. Attualmente risulta presente in Australia,in diverse parti della California (dove è stata classificata come specie invasiva), in Oregon e Florida, nell'area mediterranea e in Messico.